# لو تان (صحيفة سويسرية)
لوطون (بالفرنسية: Le Temps)‏ هي إحدى الصحف اليومية الرائدة في سويسرا. الصحيفة تصدر باللغة الفرنسية، وتنشر في جنيف، ولها مكاتب تحرير في كل من لوزان، وبرن، وزيورخ. تصدر الصحيفة بالتنسيق المعروف بشكل برلينر. للصحيفة 142,000 قارئ، منهم 14,000 في الجزء الألماني من سويسرا. نشرت الطبعة الأولى من الصحيفة في 18 مارس، 1998.

## وصلات خارجية
- لوطون